# Podgoricai repülőtér
A Podgoricai repülőtér (IATA: TGD, ICAO: LYPG) Montenegró egyik nemzetközi repülőtere, amely Podgorica közelében található. Éves utasforgalma 1 266 869 fő (2022).

## Futópályák
A repülőtér futópályái:
- 18/36

## Forgalom
Az utasforgalom az elmúlt években az alábbi módon változott:
| Utasok száma | 319 665 | 460 020 | 450 376 | 611 651 | 690 688 | 748 899 | 1 049 740 | 1 297 365 | 652 683 | 1 657 522 |
|              | 2005    | 2007    | 2009    | 2011    | 2013    | 2015    | 2017      | 2019      | 2021    | 2023      |